# Sénergues
 Sénergues  (en occitano Senèrgas) es una población y comuna francesa, situada en la región de Mediodía-Pirineos, departamento de Aveyron, en el distrito de Rodez y cantón de Conques.

## Demografía
| 910 | 898 | 815 | 732 | 608 | 545 |
| Para los censos de 1962 a 1999 la población legal corresponde a la población sin duplicidades (Fuente: INSEE [Consultar]) |     |     |     |     |     |